# Alliance démocratique croate de Slavonie et Baranya
L'Alliance démocratique croate de Slavonie et Baranya (en croate Hrvatski demokratski savez Slavonije i Baranje, en abrégé HDSSB) est un parti politique régional en Croatie.

## Histoire
L'Alliance démocratique croate de Slavonie et Baranya a été fondée le 21 juin 2006 à Osijek. Le parti présente l'objectif de ses activités politiques comme tendant à encourager, soutenir et prendre des initiatives pour :
- le développement polycentrique, égal et soutenable de la République de Croatie ainsi que pour l'élaboration et l'application d'une politique de développement régional ;
- agir en faveur du développement des potentiels des deux régions en lançant des projets de développement qui ouvrent, plus particulièrement, des perspectives pour la jeunesse et pour arrêter l'exode, notamment dans les zones rurales ;
- l'augmentation des activités entrepreneuriales et pour la réduction du chômage ;
- renforcer les formes démocratiques de participation des citoyens aux politiques de développement et pour décider de leurs propres conditions de vie ;
- coopérer avec d'autres partis politiques de la République de Croatie afin de bâtir une société civile démocratique, facteur de démocratisation et de développement, de renforcement des institutions de gouvernement local et régional ;
- déconcentrer le pouvoir de l'État ;
- réformer l'organisation administrative territoriale afin de mettre en place des institutions de gouvernement local capables de prendre en charge leurs missions et, notamment, leurs attributions en matière de développement régional ;
- associer les régions croates au processus de développement de la coopération transfrontalière ;
- promouvoir les valeurs d'héritage historique, culturel et religieux de la Slavonie et du Baranya ainsi que l'identité régionale.

## Le parti aujourd'hui
Le HDSSB est un parti politique actif dans les comitat d'Osijek-Baranja, Vukovar-Syrmie, Virovitica-Podravina, Požega-Slavonie et Brod-Posavina. Il dispose d'une direction centrale, de branches territoriales et d'organisations municipales.